# 佳能 EOS 200D
佳能 EOS 200D是佳能于2017年6月推出的一款单镜反光相机，有效像素为2400万。EOS 200D为其在中国、韩国及欧洲市场命名，日本本土型号为EOS Kiss X9 ，在北美市场则为EOS Rebel SL2。

## 概述
EOS 200D虽然采用了3位数编号，但是与之前的600D-650D-700D子系列不在同一定位，而属于主打轻便小巧的新品。相比于其他单反基本为黑色的单调配色，佳能200D的配色更加丰富，并有白色可供选择，更加适合女性消费者。
佳能200D的机身重量仅为406克，与其他单反相机相比重量较轻，并提供了白色机身和银色机身可选，并且配备了触摸屏。

## 配置
配置上，佳能 EOS 200D的传感器升级为了自2015年3月佳能750D开始采用的较新的2400万像素CMOS，但是对焦系统依然沿用了自2007年发布的佳能40D就开始采用的9点对焦系统。
佳能200D采用了DIGIC 7 影像处理器，与佳能77D相同，支持录制1080 50p 格式的全高清影片。